# 579 Sidonia
579 Sidonia је астероид главног астероидног појаса са пречником од приближно 85,57 km.
Афел астероида је на удаљености од 3,257 астрономских јединица (АЈ) од Сунца, а перихел на 2,762 АЈ.
Ексцентрицитет орбите износи 0,082, инклинација (нагиб) орбите у односу на раван еклиптике 11,009 степени, а орбитални период износи 1907,433 дана (5,222 година).
Апсолутна магнитуда астероида је 7,85 а геометријски албедо 0,174.
Астероид је откривен 3. новембра 1905. године.